# لوحة أوشومغال
لوحة أوشومغال أو مسلة أوشومغال هي لوحة حجرية سومرية مبكرة، يرجع تاريخها إلى أوائل الأسرات الأولى والثانية (ق. 2900-2700 قبل الميلاد)، وربما يعود أصلها إلى أوما. تقع حاليًا في متحف متروبوليتان للفنون، في مدينة نيويورك.
ارتفاع المسلة هو 22 سم. فُك شفرتها جزئيًا، وتُشير إلى نقل مبكر لملكية الأرض. رجل كبير الحجم يحمل علامة يمكن قراءتها "أوشومغال، كاهن باب-شيش للإله شارا". وعلى الجانب الآخر تقف شارا إيغيزي أبزو، ابنة أوشومغال.
وُصفت اللوحة بأنها نوع من "الكودورو القديم"، وهو نوع من اللوحات المعروفة من فترة الكاشيين في الألفية الثانية قبل الميلاد.

يظهر اسم "أكا" في لوحة أوشومغال، باسم أكا غال- أكين ، وتعني "مسؤول أك غال أكين". وقد اقترح أن هذا قد يشير إلى آغا كيش نفسه.

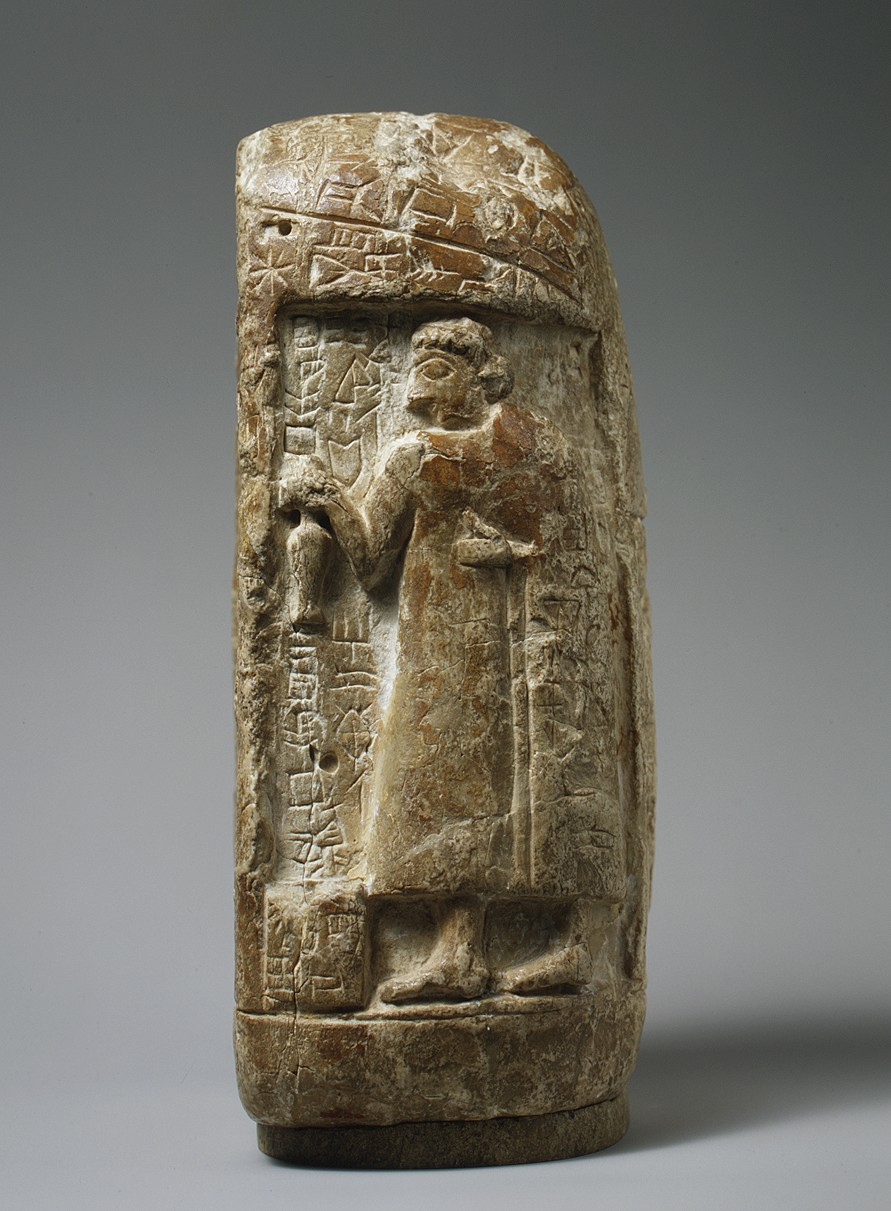
ابنة أوشومغال
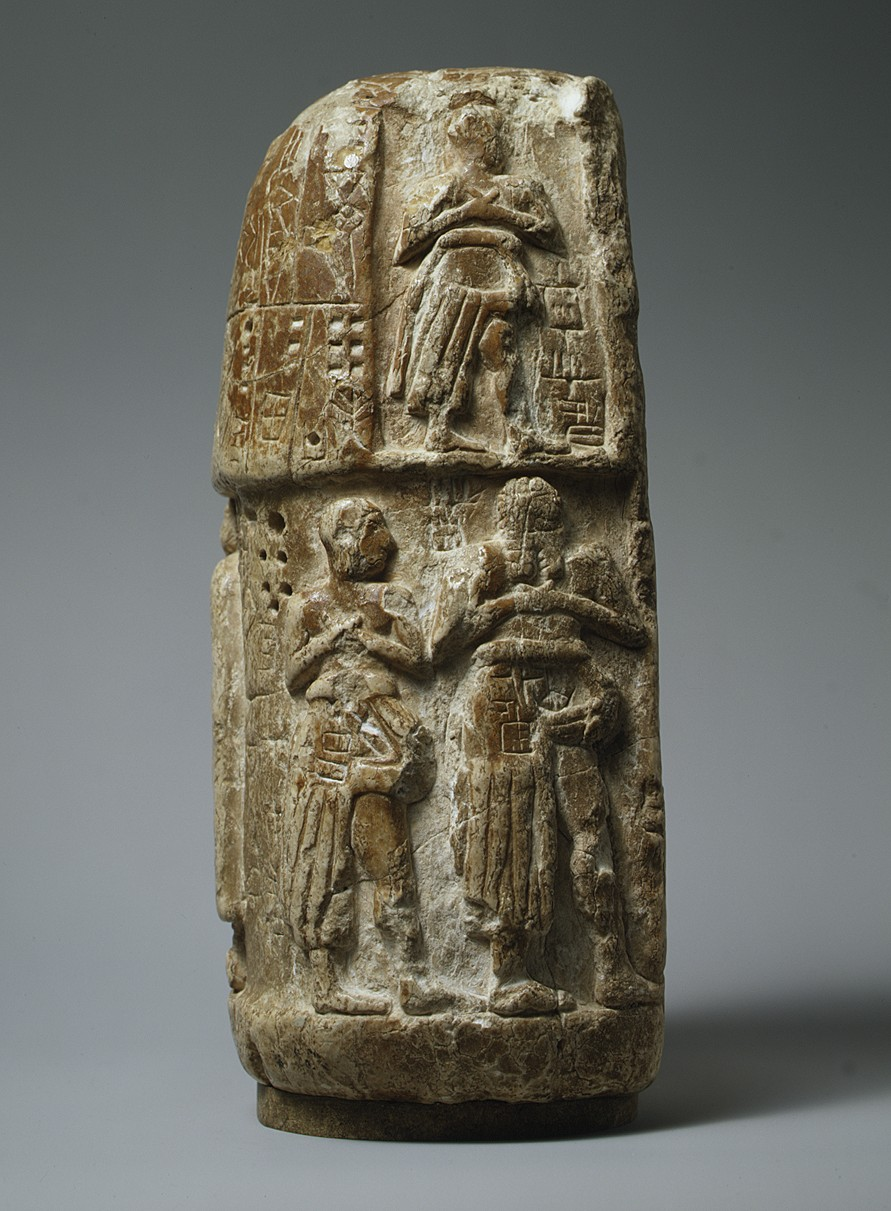
ثلاثة رجال، ربما من مجلس محلي
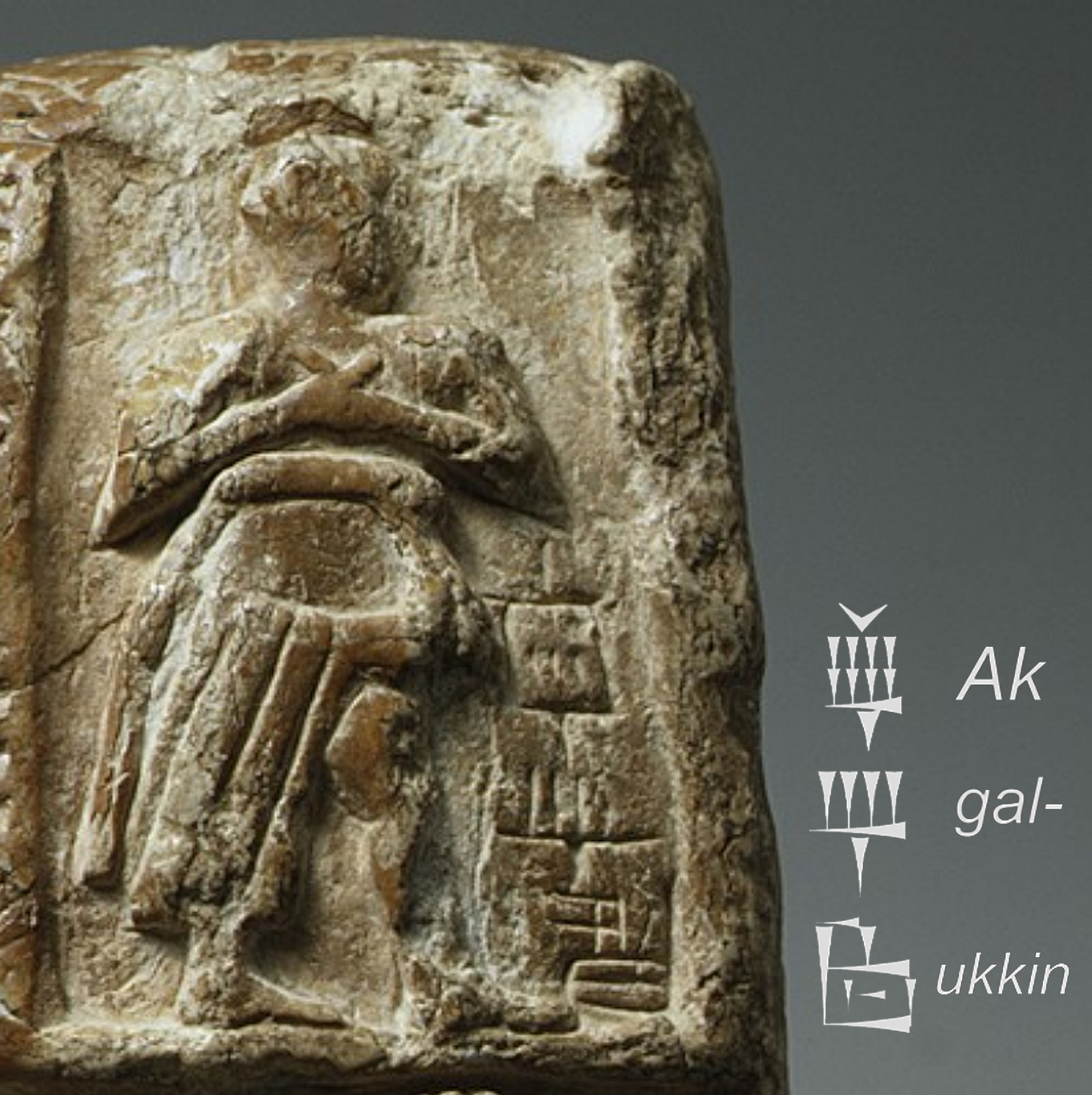
يظهر اسم "أكا" في لوحة أوشومغال، كـ "أك غال-أكين[الإنجليزية]"، أي "مسؤول أك غال-أوكين". وقد قيل إن هذا ربما يشير إلى الملك آغا ملك كيش نفسه.
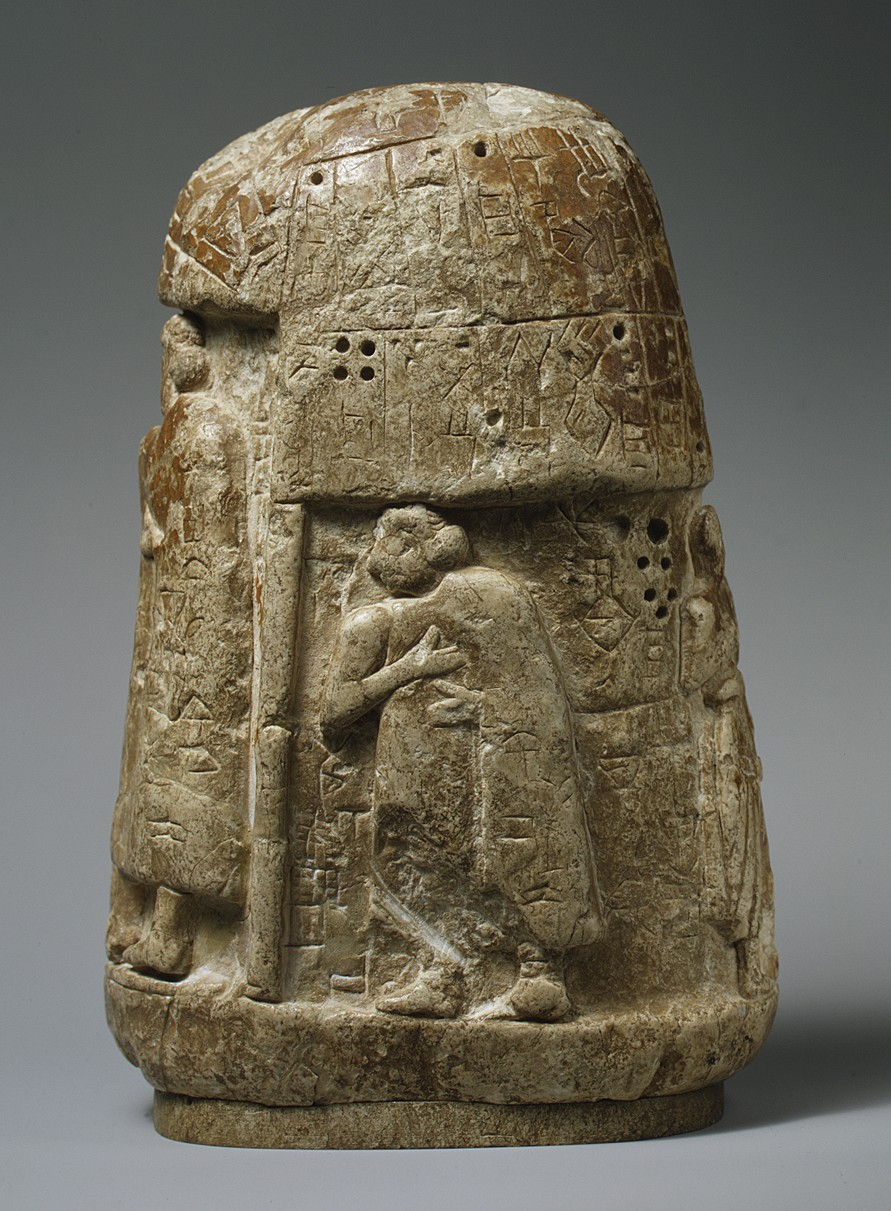
شخصية أخرى
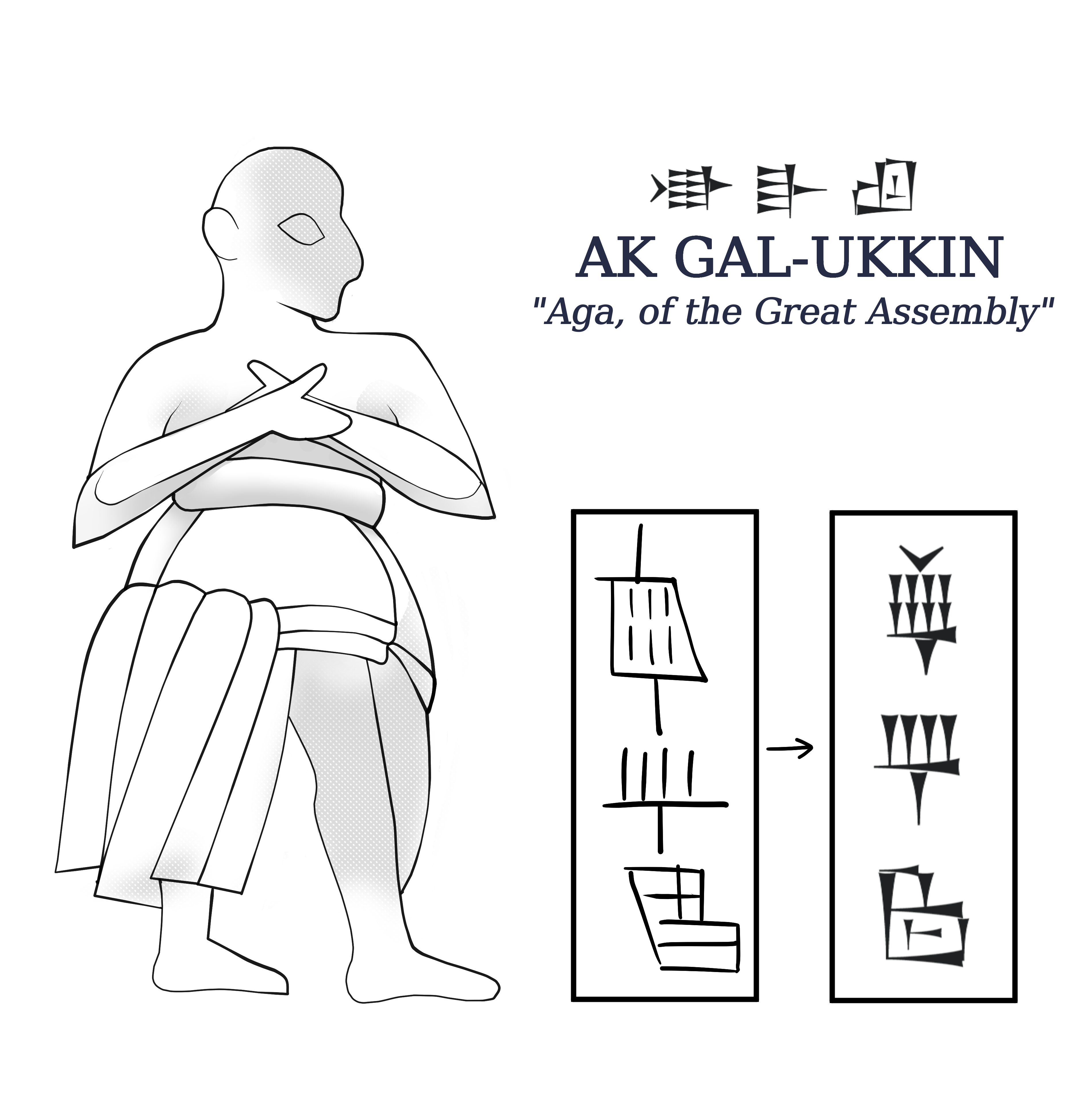
فن الخط لآغا كيش من لوحة أوشومغال

## طالع أيضًا
- آثار بلو
- مزهرية وركا

## قراءة إضافية
- ويلكى، كلاوس، “Zur Ušumgal-Stele: ELTS 12”، الألفية الثالثة. بريل، ص 716-729، 2020

## روابط خارجية
- الترجمة الكاملة للنقوش